# Burg Königsberg (Biebertal)

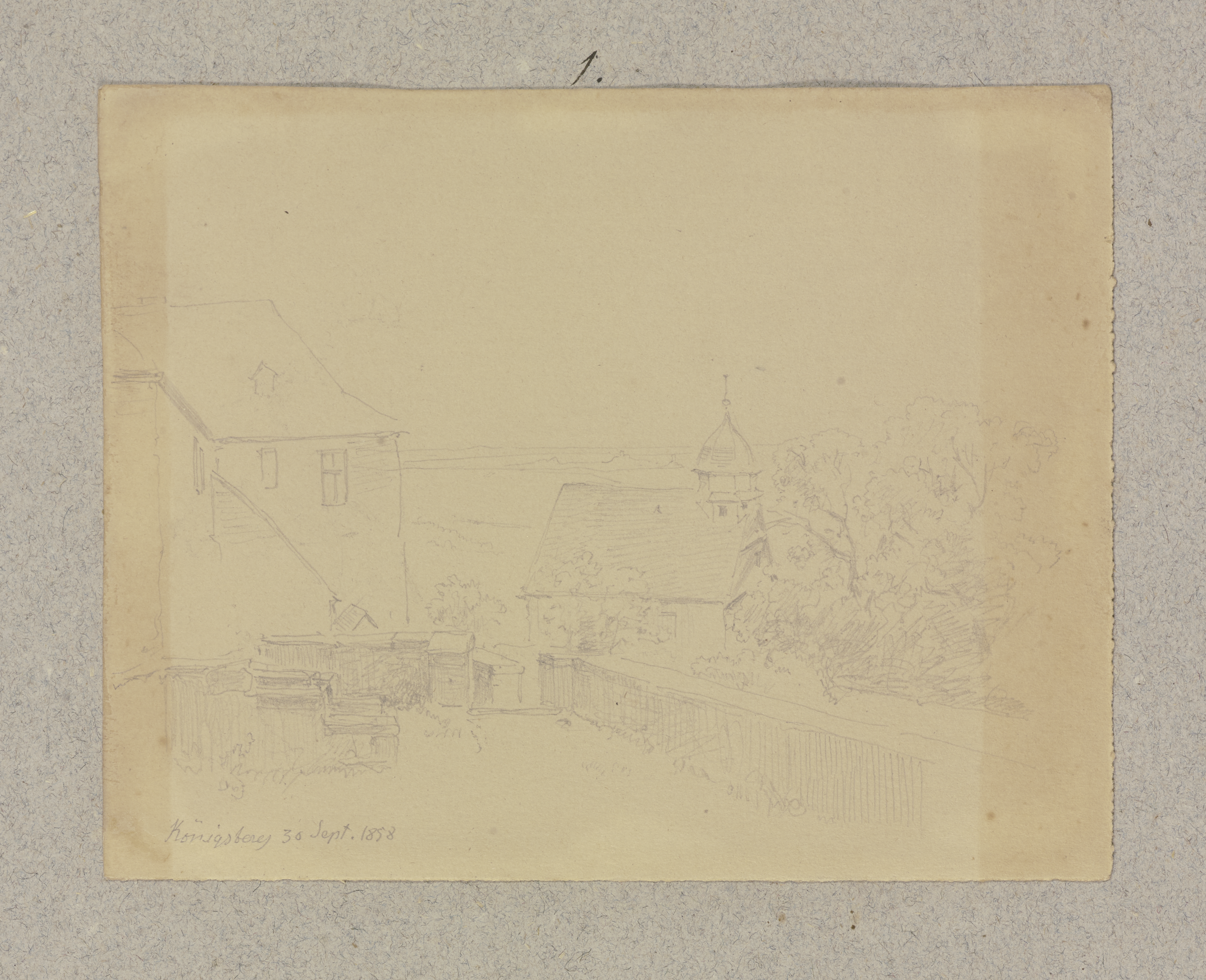
Das alte Schloss, Zeichnung von Reiffenstein 1858

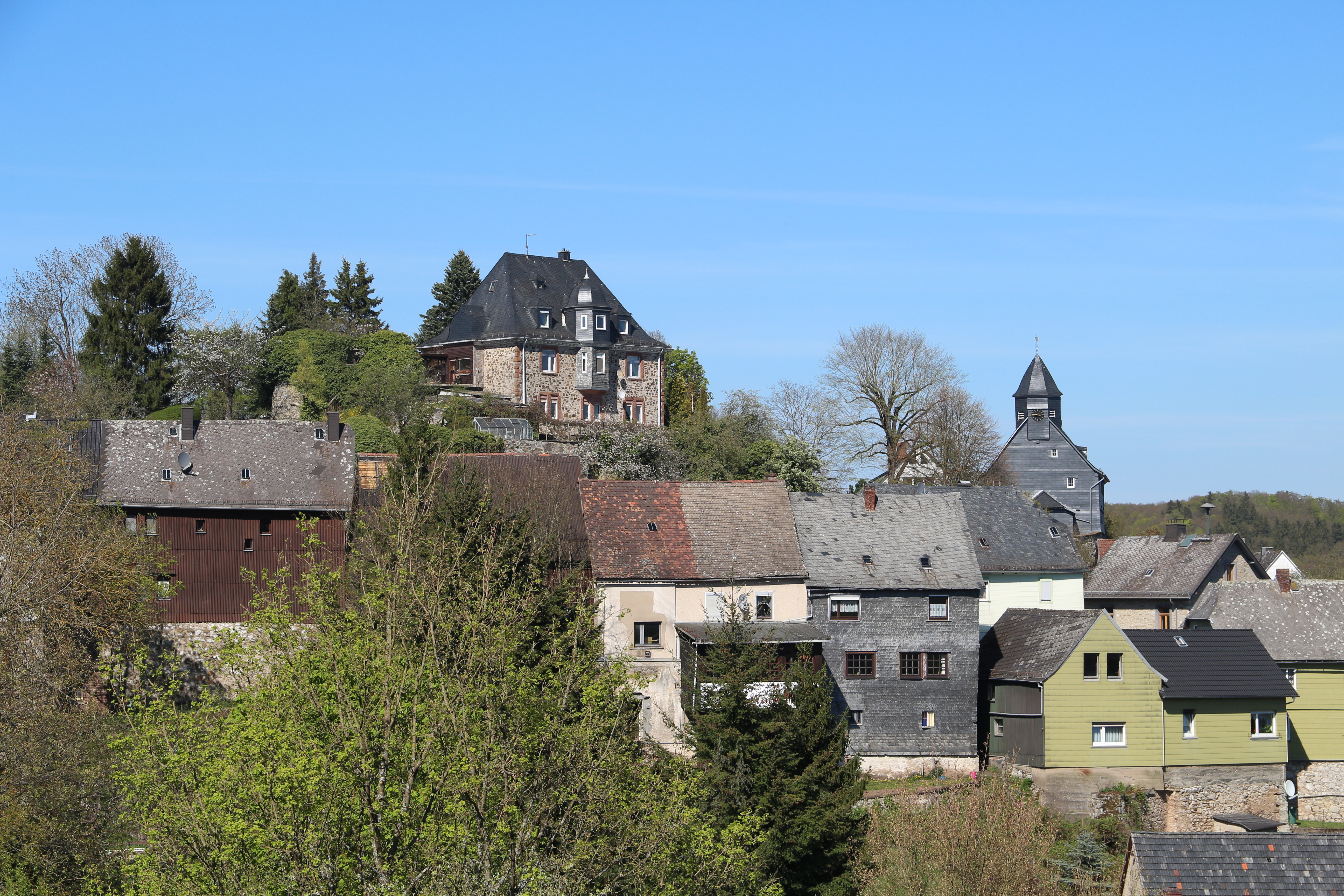
Der Burgberg mit dem historischen Ortskern

Burg Königsberg wurde auf einem Gipfel über dem Ortsteil Königsberg der Gemeinde Biebertal im Landkreis Gießen in Hessen in der Mitte des 13. Jahrhunderts von den Grafen von Solms erbaut.

## Geschichte
Die Entstehung der Gipfelburg geht vermutlich auf die Zeit um 1240/50 zurück, als die Grafschaft Solms in die Territorien Solms-Königsberg, Solms-Burgsolms und Solms-Braunfels geteilt wurde. Der Erbauer war wohl Graf Marquard von Solms (1225–1257), der als Ahnherr der Linie Solms-Königsberg zur Verwaltung seines Herrschaftsgebiets und als Wohnsitz eine eigene Burg benötigte. Denkbar ist allerdings auch, dass die Burg bereits vorher bestanden hat und bei der Teilung Marquard lediglich zugeteilt wurde. Marquards Sohn, Reimbold I. von Solms (1240–1277), war der erste, der sich nach seiner Residenz auf Burg Königsberg 1257 (und erneut 1266) Graf von Cunigesberg nannte.
Das Verhältnis der Solmser auf Königsberg zu ihren Vettern in Braunfels und Burgsolms war stets gespannt. Während die Verwandten sich dem Mainzer Erzbischof anlehnten, schlossen die Königsberger schon 1257 einen ersten Freundschaftsvertrag mit dem Landgrafen von Hessen. Durch diese hessenfreundliche Politik verlor Burg Königsberg für die Vettern als Stützpunkt immer mehr an Wert, sodass sie um 1321 unmittelbar gegenüber von Königsberg auf dem Altenberg die Burg Hohensolms erbauten.
Als sich nach dem Tod seines Sohnes Reimbold im Jahr 1349 abzeichnete, dass sein Haus ohne Erben bleiben würde, verkaufte Graf Philipp von Solms-Königsberg im Jahr 1350 die ganze Herrschaft Königsberg mit der Burg und allem Zubehör für 2000 kleine Gulden und eine lebenslängliche Rente von 300 Pfund Heller jährlich an Landgraf Heinrich II. von Hessen. Bis zu seinem eigenen Tod durfte Philipp noch auf der Burg wohnen bleiben. Ein 1353 abgeschlossener Burgfrieden zwischen ihm und dem Landgrafen regelte die Verhältnisse in der Burg und im Tal Königsberg. Mit Philipp starb im Jahr 1363 die Linie der Solms-Königsberger aus.
In den folgenden Jahrhunderten diente die Burg nun vorrangig als Verwaltungssitz des hessischen Amtes Königsberg. Der erste Amtmann ist bereits 1368 mit Volpert Hose belegt. Zwischenzeitlich gab es jedoch auch immer wieder Phasen, in denen Burg und Amt an andere Mächte verpfändet waren, so etwa von 1468 bis 1517 an die Grafen von Solms-Lich.
Von kriegerischen Auseinandersetzungen blieb die Anlage verschont, bis im Dreißigjährigen Krieg Anfang Juni 1647 im sogenannten Hessenkrieg niederhessische Truppen unter dem Kommando von Kaspar Kornelius Mortaigne de Potelles  vor Königsberg rückten. Der hessen-darmstädtische Kommandant, Leutnant Heller, lehnte die verlangte Übergabe ab, worauf die Belagerer vom Altengraben aus mit der Beschießung von Burg und Stadt begannen. Nachdem die nur 48 Mann zählende Besatzung sich einen Tag lang tapfer zur Wehr gesetzt hatte, ergab sie sich am darauffolgenden Tag den Angreifern, nachdem diese den Turm miniert hatten und bereits in das Innere der Anlage eingedrungen waren. Etliche Werke der Burg, welche zu diesem Zeitpunkt noch unversehrt waren, wurden erst nach der Eroberung von den Niederhessen demoliert und in Brand gesetzt. Die mittelalterliche solmsische Burg war damit zerstört.
Es folgte der Wiederaufbau. Er war bereits um 1654/56 beendet und fand wohl vorrangig unter dem Gesichtspunkt der Zweckmäßigkeit statt. So bestand die aus Kalksandsteinen errichtete neue Schlossanlage, die fortan in erster Linie Verwaltungsfunktionen genügen musste, neben einem großen Amtshaus vor allem aus Scheunen, Schweineställen, einem Fruchtspeicher, Hof und Gärten sowie verschiedenen vom Vorgängerbau übriggebliebenen Mauer- und Turmresten.
1657 wurde auf Schloss Königsberg der Schriftsteller und Kirchenliederdichter Philipp Balthasar Sinold, genannt Schütz, als Sohn des damaligen Amtmanns geboren.
1821 wurde das Amt Königsberg aufgehoben. Danach hatte eine Oberförsterei ihren Sitz auf dem Schloss. Um diese Zeit soll sich auch eine Schankwirtschaft darin befunden haben.
Mitte des 19. Jahrhunderts war das Schloss im Besitz des Fürsten von Solms-Braunfels. Von diesem erwarb es 1861 die Stadt Königsberg, welche die durch Vernachlässigung schadhaft gewordenen Gebäude zwischen 1872 und 1874 wegen Baufälligkeit abreißen ließ. Die Steine aus dem Abriss konnten von Privatleuten genutzt werden. Eine Scheune wurde an anderer Stelle wieder aufgebaut.
1922 wurde das Gelände mit allen Bauresten vom Fürsten zu Solms-Lich für 2000 Goldmark an den Königsberger Lehrer Christian Haibach verkauft. Dessen Schwiegersohn Hermann Tamschick, ebenfalls Lehrer in Königsberg, plante zunächst den Bau eines dreistöckigen Erholungsheims, wobei ihm der Konservator am Bauamt Gießen zur Auflage machte, ein schlossähnliches Gebäude zu erstellen sowie die Turmruine und das rund 4000 Quadratmeter große Schlossgelände unverändert zu lassen. So errichtete Tamschick ab 1924 auf den alten Stützmauern und Kellergewölben ein zweistöckiges villenartiges Wohnhaus, wobei die Bruchsteinreste des alten Schlosses erneut zur Verwendung kamen.
Das repräsentative Wohnhaus ist als höchster Punkt des Ortes weithin sichtbar. Mit seiner burgartigen kubischen Form, einem hohen, verschieferten Walmdach, einem mit einer Welschen Haube bedeckten Turmerker zur Dorfseite, Seitenerkern und einem Mittelrisalit zur Nordseite hin wird es heute als Schloss bezeichnet. Zusammen mit der benachbarten Kirche und dem alten Baumbestand ist es der markanteste Teil der historisch gewachsenen Ortsansicht. Die gesamte Anlage ist aus städtebaulichen, geschichtlichen sowie aus wissenschaftlichen und künstlerischen Gründen Kulturdenkmal.
Das privat bewohnte Haus beherbergte nach dem Zweiten Weltkrieg eine Zeitlang auch eine Pension und einen Weinausschank mit Küche.
Von den Vorgängeranlagen sind heute nur noch der etwa zehn Meter hohe Altemarksturm (Wehrturm), Fundamentreste des Palas sowie die kreisförmigen Zwingermauern und die Ringmauer erhalten. Die Länge der Umfassungsmauern beträgt rund 800 m. Von der Burg zweigen zudem mehrere unterirdische Gewölbegänge in unterschiedliche Richtungen ab.
Außenwerke der Burg sollen sich am Fortfeld sowie am Altengraben befunden haben.